# Харима (посёлок)
Харима (яп. 播磨町 Харима-тё:) — посёлок в Японии, находящийся в уезде Како префектуры Хиого. Площадь посёлка составляет 9,09 км², население — 33 785 человек (1 августа 2014), плотность населения — 3716,72 чел./км².

## Географическое положение
Посёлок расположен на острове Хонсю в префектуре Хиого региона Кинки. С ним граничат города Какогава, Акаси.

## Население
Население посёлка составляет 33 785 человек (1 августа 2014), а плотность — 3716,72 чел./км². Изменение численности населения с 1980 по 2005 годы:
| 1980 | 26 527 чел. |  |
| 1985 | 29 757 чел. |  |
| 1990 | 30 813 чел. |  |
| 1995 | 33 583 чел. |  |
| 2000 | 33 766 чел. |  |
| 2005 | 33 545 чел. |  |

## Символика
Деревом посёлка считается сосна, цветком — хризантема.